# Великокісницька сільська рада
| Великокісницька сільська рада — колишній орган місцевого самоврядування у Ямпільському районі Вінницької області з адміністративним центром у с. Велика Кісниця. Сільській раді були підпорядковані населені пункти: - с. Велика Кісниця |

## Склад ради
Рада складалася з 20 депутатів та голови.

## Керівний склад сільської ради
| ПІБ                        | Основні відомості                                                                     | Дата обрання | Дата звільнення |
| -------------------------- | ------------------------------------------------------------------------------------- | ------------ | --------------- |
| Ганзюк Микола Мілентійович | Сільський голова, 1962 року народження, освіта, член Народно-демократичної партії     | 26.03.2006   | 31.10.2010      |
| Ганзюк Микола Мілентійович | Сільський голова, 1962 року народження, освіта незакінчена вища, член Партії регіонів | 31.10.2010   |                 |

Примітка: таблиця складена за даними джерела

## Населення
Згідно з переписом УРСР 1989 року чисельність наявного населення сільської ради становила 3809 осіб, з яких 1612 чоловіків та 2197 жінок.
За переписом населення України 2001 року в сільській раді мешкало 3207 осіб.

### Мова
Розподіл населення за рідною мовою за даними перепису 2001 року:
| Мова       | Відсоток |
| ---------- | -------- |
| українська | 97,85 %  |
| російська  | 1,37 %   |
| молдовська | 0,68 %   |
| гагаузька  | 0,06 %   |
| болгарська | 0,03 %   |